# Stolica Boża i Barankowa
Stolica Boża i Barankowa Apostołów w Duchu i Prawdzie, Alfa i Omega, Początek i Koniec – wyznanie chrześcijańskie stanowiące mieszankę pierwotnego chrystianizmu, komunizmu utopijnego i pacyfizmu. Członkowie ruchu uważają siebie za orędowników pokoju i wszechświatowego zjednoczenia. Stolica Boża i Barankowa jest rdzennie polskim ruchem religijnym. Od 1995 roku liderem Kościoła jest Ignacy Ryszard Danecki. W 2021 roku wyznanie skupiało 15 wiernych. Związek nie posiada osobowości prawnej, jak również struktur organizacyjnych.

## Historia
Początek Stolicy Bożej i Barankowej Apostołów w Duchu i Prawdzie, Alfa i Omega, Początek i Koniec związany jest z osobą Bernarda Wilka (1906–1994). Początki jego działalności sięgają 1939 roku, gdy w miejscowości Brzozowice-Kamień koło Bytomia zaczął organizować zręby późniejszej wspólnoty religijnej. Około roku 1947 Wilk zaczął głosić własną interpretację Pisma Świętego, do której przekonał duże grupy wiernych katolików, ewangelików, prawosławnych, a nawet jeden tabor cygański. Pierwsza siedziba Kościoła znajdowała się w Zgorzelcu, po czym w 1953 roku została przeniesiona do Goleniowa, następnie do Olsztyna, Zielonej Góry i Świnoujścia. W lutym 1959 roku w Niwnicy pod Nysą Kościół zakupił duże gospodarstwo rolne, gdzie zorganizowano centralę Kościoła i zaplecze gospodarcze. Główną przyczyną ciągłej zmiany miejsca lokalizacji były rozłamy wewnątrz grupy. Ze względu na propaństwową doktrynę przy każdej przeprowadzce wspólnota otrzymywała od państwa ziemię za symboliczną opłatą.
20 lutego 1967 roku Kościół wystosował list do prezydentów państw, szefów rządów i zwierzchników Kościelnych namawiający do powołania jednego, wspólnego państwa ogólnoświatowego, które byłoby zbudowane na fundamencie zgody politycznej i jedności gospodarczej. Członkowie wspólnoty brali czynny udział w pochodach pierwszomajowych pod własnymi hasłami, w 1970 roku ich hasło brzmiało: „Bóg wojen nie prowadzi! Komunizm wojen nie prowadzi! Alfa i Omega. Proletariusze wszystkich krajów, łączcie się! – Jedna owczarnia i jeden pasterz”.
W okresie rozwoju Kościoła jego wyznawcy nazywani byli często pejoratywnie „barankami” lub „kociowiercami”.

### Liderzy Kościoła
- do 1995 – Bernard Wilk[3]
- od 1995 – Ignacy Ryszard Danecki[3]

## Doktryna
Stolica Boża i Barankowa Apostołów w Duchu i Prawdzie, Alfa i Omega, Początek i Koniec to zdaniem wiernych Kościoła, ostateczna stolica świata, to właśnie jej podlegać będą wkrótce wszystkie stolice świata. Aby to jednak nastąpiło wszystkie państwa muszą się zjednoczyć. Wierni odrzucają palenie tytoniu i nie spożywają alkoholu – szczególnie restrykcyjnie jest to przestrzegane w okresie postów Kościelnych. Stolica Boża i Barankowa Apostołów w Duchu i Prawdzie, Alfa i Omega, Początek i Koniec posiada rozbudowaną literaturę liturgiczną, co przejawia się w niezliczonej liczbie własnych modlitw i pieśni religijnych.
Najwyższą godnością, którą mogą piastować członkowie Stolicy Bożej i Barankowej jest funkcja Męża Wykładowcy Alfa i Omegi Pierwszej Nauki Wiecznej. Tytuł ten otrzymywało się po zdaniu egzaminu przed Alfą i Omegą, czyli przed założycielem Bernardem Wilkiem. Po otrzymaniu błogosławieństwa, złożenia przysięgi wierności, posłuszeństwa i wytrwania w nauce Alfa i Omega, członek wspólnoty mógł używać tytułu Apostoł w Duchu i w Prawdzie.
Stolica ma własny symbol – gołębia spoczywającego na dwóch złożonych dłoniach uniesionych nad kulą ziemską. Symbol ten jest elementem uroczystych strojów „stoliczan”, składających się z niebieskiej lub czarnej togi oraz kwadratowego biretu z pomponem.

## Stolica Boża i Barankowa w mediach
W 1960 roku został nakręcony krótkometrażowy film ukazujący działalność grupy: „Dwa oblicza Boga”. Film ten wyreżyserował Jerzy Hoffman.

## Statystyki
Liczba wiernych Stolicy Bożej i Barankowej według danych deklarowanych przez wspólnotę do Głównego Urzędu Statystycznego:
| Rok  | Liczba wiernych |
| ---- | --------------- |
| 2000 | 17              |
| 2005 | 16              |
| 2006 | 15              |
| 2007 | 15              |
| 2009 | 12              |
| 2010 | 15              |
| 2011 | 15              |
| 2012 | 15              |
| 2013 | 15              |
| 2014 | 15              |
| 2015 | 15              |
| 2018 | 15              |
| 2019 | 15              |
| 2020 | 15              |
| 2021 | 15              |